# Ruedo ibérico (programa de televisión)
Ruedo ibérico fue un programa de televisión, dirigido y presentado por la periodista Montserrat Domínguez y emitido por la cadena española Antena 3 entre 2004 y 2006.

## Formato
De emisión matinal, el programa contaba con dos grandes bloques. En el primero, la presentadora realizaba una entrevista a un personaje de relevancia en el plano político. En el segundo, se constituía una tertulia de actualidad entre periodistas de información, fundamentalmente, política.
Por otro lado, desde abril de 2006, el espacio contó con la sección El observatorio, un repaso en tono humorístico a los temas de actualidad por Juanjo de la Iglesia.
El programa fue retirado de parrilla a finales de 2006 al no alcanzar más que un 11'2% de cuota de pantalla, frente a sus directos competidores Los desayunos de TVE, en Televisión española y La mirada crítica en Telecinco. La última emisión alcanzó un 10% de cuota de pantalla.

## Contertulios
Fueron colaboradores habituales del programa los siguientes periodistas:
| - Ángel Expósito - Antonio Casado - Ernesto Ekaizer - Javier González Ferrari - José Antonio Vera - José María Calleja | - José Oneto - Karmentxu Marín - Nativel Preciado - Pilar Cernuda - Raúl del Pozo |